# Dasding
Dasding (stylisée : « DASDING ») est une station de radio publique régionale allemande de la Südwestrundfunk créée en 1997. Axant un public jeune, elle diffuse principalement de la musique populaire. Dasding diffuse ses programmes depuis la SWR-Funkhaus à Baden-Baden. C'est la "Pop-Unit" de la SWR, qui est chargé de son organisation.
Elle diffuse en modulation de fréquence, diffusion audionumérique et peut également être écoutée par satellite et Internet.

## Diffusion

### Modulation de fréquence (FM)
Liste des fréquences FM de Dasding :
| Land              | Emetteur                   | Fréquence |
| ----------------- | -------------------------- | --------- |
| Rheinland-Pfalz   | Neustadt an der Weinstraße | 102,2 MHz |
| Rheinland-Pfalz   | Bad Kreuznach              | 90,9 MHz  |
| Rheinland-Pfalz   | Kaiserslautern             | 92,5 MHz  |
| Baden-Württemberg | Schussental                | 107,2 MHz |
| Rheinland-Pfalz   | Bad Marienberg             | 91,3 MHz  |
| Rheinland-Pfalz   | Koblenz                    | 99,4 MHz  |
| Baden-Württemberg | Fernsehturm Stuttgart      | 90,8 MHz  |
| Baden-Württemberg | Bad Mergentheim            | 100,5 MHz |
| Hessen            | Mainz-Kastel               | 105,2 MHz |
| Rheinland-Pfalz   | Nierstein                  | 98,4 MHz  |
| Rheinland-Pfalz   | Trier-Markusberg           | 91,7 MHz  |
| Baden-Württemberg | Fremersbergturm            | 91,7 MHz  |
| Baden-Württemberg | Mannheim                   | 91,5 MHz  |
| Baden-Württemberg | Tübingen                   | 97,3 MHz  |
| Baden-Württemberg | Buchen                     | 100,6 MHz |
| Baden-Württemberg | Mötzingen                  | 90,5 MHz  |
| Baden-Württemberg | Ulm-Kuhberg                | 98,9 MHz  |
| Baden-Württemberg | Eyachtal                   | 87,8 MHz  |
| Baden-Württemberg | Reutlingen                 | 97,7 MHz  |